# Dasturella boswelliae
Dasturella boswelliae är en svampart som beskrevs av Patel, Payak & N.B. Kulk. 1951. Dasturella boswelliae ingår i släktet Dasturella och familjen Phakopsoraceae.   Inga underarter finns listade i Catalogue of Life.